# Saturday Night Fever (banda sonora)
Saturday Night Fever es el álbum doble (en 2 discos Long Play) de la banda sonora de la película Saturday Night Fever, de 1977, protagonizada por John Travolta. La banda sonora fue lanzada el 15 de noviembre de 1977. Es uno de los álbumes más vendidos de la historia y sigue siendo la segunda banda sonora más vendida de todos los tiempos, después de The Bodyguard, vendiendo 40 millones de copias en todo el mundo (álbum de disco doble).
En los Estados Unidos, el álbum fue certificado 16 veces platino por ventas de al menos 16 millones de unidades. El álbum se mantuvo en la cima de las listas durante 24 semanas seguidas desde enero hasta julio de 1978 y permaneció en las listas de álbumes de Billboard durante 120 semanas hasta marzo de 1980. En el Reino Unido, el álbum pasó 18 semanas consecutivas en el número uno. El álbum personificó el fenómeno disco a ambos lados del Atlántico y fue una sensación internacional. El álbum ha sido agregado al Registro Nacional de Grabaciones en la Biblioteca del Congreso por ser culturalmente significativo.

## Escritura y grabación
Según el comentario del DVD de Saturday Night Fever, los productores tenían la intención de usar la canción «Lowdown» de Boz Scaggs en la escena de ensayo entre Tony y Stephanie en el estudio de baile, y coreografiaron sus movimientos de baile con la canción. Sin embargo, los representantes del sello de Scaggs, Columbia Records, se negaron a otorgar autorización legal, ya que querían seguir con otro proyecto de película disco, que nunca se materializó. El compositor David Shire, quien musicalizó la película, tuvo que, a su vez, escribir una canción que coincidiera con los pasos de baile demostrados en la escena y eliminar la necesidad de problemas legales en el futuro. Sin embargo, esta pista no aparece en la banda sonora de la película.
La participación de los Bee Gees en la película no comenzó hasta la posproducción. Como afirmó John Travolta, "Los Bee Gees ni siquiera estaban involucrados en la película al principio... Estaba bailando al ritmo de Stevie Wonder y Boz Scaggs".
El productor Robert Stigwood encargó a los Bee Gees que crearan las canciones para la película. Como afirmó Robin Gibb:

Estábamos grabando nuestro nuevo disco en el norte de Francia. Y habíamos escrito y grabado unas cuatro o cinco canciones para el nuevo álbum cuando Stigwood sonó desde L.A. y dijo: 'Estamos armando esta pequeña película, de bajo presupuesto, llamada' 'Tribal Rites de un sábado por la noche. ¿Tendrías alguna canción a la mano?', Y dijimos: 'Mira, no podemos, no tenemos tiempo para sentarnos y escribir para una película'. No sabíamos de qué se trataba.
Robin Gibb

Los hermanos escribieron las canciones "virtualmente en un solo fin de semana" en el estudio de Château d'Hérouville en Francia. La primera canción que grabaron fue «If I Can't Have You», pero su versión no se usó en la película.
Barry Gibb recordó la reacción cuando Stigwood y el supervisor musical Bill Oakes llegaron y escucharon las demostraciones:

Se volvieron locos y dijeron que serían geniales. Todavía no teníamos un concepto de la película, excepto algún tipo de guión preliminar que habían traído con ellos...

Maurice Gibb recordó: "Le pusimos pistas de demostración de «If I Can't Have You», «Night Fever» y «More Than a Woman». Preguntó si podíamos escribirlo en un estilo más disco". Los hermanos Gibb luego escribieron una canción llamada «Saturday Night» pero, como explica Maurice, "había tantas canciones llamadas «Saturday Night» incluso una de Bay City Rollers, así que cuando la reescribimos para la película, la llamamos «Stayin' Alive»."
Grabar «Stayin 'Alive» no fue sencillo. El ingeniero Karl Richardson copió unos segundos de percusión de «Night Fever», cortó el trozo de cinta y pegó los extremos, luego volvió a introducirlo en una grabadora mediante un arreglo improvisado para crear una nueva pista de batería. El baterista Dennis Bryon no pudo asistir a la grabación de «Stayin 'Alive», ya que tuvo que volar de regreso al Reino Unido para lidiar con un problema de salud de un miembro de la familia.

## Lanzamiento
El número original del álbum incluía la versión de estudio original de «Jive Talkin'»; las ediciones posteriores del LP incluyeron una versión extraída de Here at Last... Bee Gees... Live. Todos los lanzamientos de CD han incluido la versión original de «Jive Talkin'». «Jive Talkin'» iba a ser usado en una escena eliminada que tuvo lugar el día después del primer sábado por la noche de Tony Manero en la discoteca, pero como se cortó la secuencia para la película final, la canción también se cortó. Además de las canciones de Bee Gees, David Shire compuso y adaptó música adicional adicional. Tres de las pistas de Shire - «Manhattan Skyline», «Night on Disco Mountain» (basada en la pieza clásica «Night on Bald Mountain») y «Salsation» - también se incluyen en la banda sonora del álbum. Cinco pistas adicionales: «Tony and Stephanie», «Near the Verrazano Bridge» (ambos adaptados de la canción de Bee Gees «How Deep Is Your Love»), «Barracuda Hangout», «Death on the Bridge» y «All Night Train». - mientras se escuchan en la película, permanecen sin ser lanzados en CD. En 1994, la banda sonora fue reeditada en CD a través de Polydor Records. En 2006, el álbum fue relanzado en Reprise Records como parte de la recuperación de los Bee Gees del control de sus cintas maestras.
Para conmemorar el 40 aniversario de la película, Capitol Records lanzó una versión recientemente remasterizada el 21 de abril de 2017 con la obra de arte original y el empaque plegable.
El 17 de noviembre de 2017, se lanzó una caja de lujo con la banda sonora original, 4 nuevas mezclas de «Stayin' Alive», «Night Fever», «How Deep Is Your Love» y «You Should Be Dancing», un libro de colección, impresiones artísticas, un póster de película y un tapete giratorio.

## Recepción y legado
Junto con el éxito de la película, la banda sonora, compuesta e interpretada principalmente por los Bee Gees, es el segundo álbum de bandas sonoras más vendido de todos los tiempos. Saturday Night Fever tuvo un gran impacto cultural en los Estados Unidos. Los Bee Gees habían escrito y grabado originalmente cinco de las canciones utilizadas en la película: «Stayin' Alive», «Night Fever», «How Deep Is Your Love», «More Than a Woman» (interpretada en la película en dos diferentes versiones (una versión de Tavares y otra de los Bee Gees) y «If I Can't Have You» (interpretada en la película por Yvonne Elliman) como parte de un álbum regular. No tenían idea en ese momento que harían una banda sonora y dijeron que básicamente perdieron un álbum en el proceso. Dos canciones de Bee Gees lanzadas anteriormente, «Jive Talkin'» y «You Should Be Dancing» - también se incluyeron en la banda sonora. Otras canciones lanzadas anteriormente de la era disco completan la música de la película.
La banda sonora ganó el premio Grammy al Álbum del año. Es el único álbum disco que lo hace, y uno de los tres únicos álbumes de bandas sonoras que reciben ese honor. En 2012, el álbum ocupó el puesto 132 en la lista de la revista Rolling Stone de «Los 500 mejores álbumes de todos los tiempos». La banda sonora alcanzó el primer lugar en las listas de álbumes Pop y Soul de la lista Billboard. En 2003, la cadena de televisión VH1 nombró a la banda sonora el 57.º mejor álbum de todos los tiempos, y ocupó el puesto 80 en una encuesta de 2005 realizada por el Canal 4 de la televisión británica para determinar los 100 mejores álbumes de todos los tiempos.[cita requerida] Pitchfork Media incluyó a Saturday Night Fever como el 34º mejor álbum de la década de 1970.
El álbum se agregó al Registro Nacional de Grabaciones de la Biblioteca del Congreso el 21 de marzo de 2013 para su conservación a largo plazo.

## Lista de canciones
| Lado 1 |                                                         |                                                       |                                           |          |  |
| N.º    | Título                                                  | Escritor(es)                                          | Productor(es)                             | Duración |  |
| 1.     | «Stayin' Alive» (interpretado por Bee Gees)             | Barry Gibb, Robin Gibb y Maurice Gibb                 | Bee Gees, Albhy Galuten y Karl Richardson | 4:45     |  |
| 2.     | «How Deep Is Your Love» (interpretado por Bee Gees)     | B. Gibb, R. Gibb, M. Gibb y B. Weaver (desacreditado) | Bee Gees, Galuten y Richardson            | 4:05     |  |
| 3.     | «Night Fever» (interpretado por Bee Gees)               | B. Gibb, R. Gibb y M. Gibb                            | Bee Gees, Galuten y Richardson            | 3:32     |  |
| 4.     | «More Than a Woman» (interpretado por Bee Gees)         | B. Gibb, R. Gibb y M. Gibb                            | Bee Gees, Galuten y Richardson            | 3:18     |  |
| 5.     | «If I Can't Have You» (interpretado por Yvonne Elliman) | B. Gibb, R. Gibb y M. Gibb                            | Freddie Perren                            | 3:00     |  |

| Lado 2 |                                                         |                            |                            |          |  |
| N.º    | Título                                                  | Escritor(es)               | Productor(es)              | Duración |  |
| 1.     | «A Fifth of Beethoven» (interpretado por Walter Murphy) | Murphy y Beethoven         | Thomas J. Valentino        | 3:03     |  |
| 2.     | «More Than a Woman» (interpretado por Tavares)          | B. Gibb, R. Gibb y M. Gibb | Perren                     | 3:17     |  |
| 3.     | «Manhattan Skyline» (interpretado por David Shire)      | Shire                      | Shire y Bill Oakes         | 4:45     |  |
| 4.     | «Calypso Breakdown» (interpretado por Ralph MacDonald)  | William Eaton              | MacDonald y William Salter | 7:51     |  |

| Lado 3 |                                                            |                                   |                                |          |  |
| N.º    | Título                                                     | Escritor(es)                      | Productor(es)                  | Duración |  |
| 1.     | «Night on Disco Mountain» (interpretado por David Shire)   | Modest Músorgski y Shire          | Shire y Oakes                  | 5:13     |  |
| 2.     | «Open Sesame» (interpretado por Kool & the Gang)           | Robert Bell                       | Kool & the Gang                | 3:59     |  |
| 3.     | «Jive Talkin'» (interpretado por Bee Gees)                 | B. Gibb, R. Gibb y M. Gibb        | Arif Mardin                    | 3:44     |  |
| 4.     | «You Should Be Dancing» (interpretado por Bee Gees)        | B. Gibb, R. Gibb y M. Gibb        | Bee Gees, Galuten y Richardson | 4:14     |  |
| 5.     | «Boogie Shoes» (interpretado por KC and the Sunshine Band) | Harry Wayne Casey y Richard Finch | Casey y Finch                  | 2:17     |  |

| Lado 4  |                                                |                                 |                               |          |  |
| N.º     | Título                                         | Escritor(es)                    | Productor(es)                 | Duración |  |
| 1.      | «Salsation» (interpretado por David Shire)     | Shire                           | Shire y Oakes                 | 3:51     |  |
| 2.      | «K-Jee» (interpretado por MFSB)                | Charlie Hearndon y Harvey Fuqua | Bobby Martin y Broadway Eddie | 4:13     |  |
| 3.      | «Disco Inferno» (interpretado por The Trammps) | Leroy Green y Ron Kersey        | Kersey                        | 10:51    |  |
| 1:15:54 |                                                |                                 |                               |          |  |

### Canciones adicionales grabadas para la película pero no utilizadas
- «Emotion» por Samantha Sang – 3:43
- «If I Can't Have You» por Bee Gees – 3:25
- «(Our Love) Don't Throw It All Away» por Bee Gees – 4:07
- «Warm Ride» por Bee Gees – 3:16

## Personal
- Barry Gibb − solista, armonía y coros, guitarra rítmica (pistas 1–4, 12–13)
- Robin Gibb − voz principal (pistas 1–2), armonía y coros (pistas 1–4, 12–13)
- Maurice Gibb − bajo, armonía y coros (pistas 1–4, 12–13)
- Alan Kendall − guitarra eléctrica (pistas 1–4, 12–13)
- Blue Weaver − teclados, sintetizador, piano (pistas 1 a 4, 12 a 13)
- Dennis Bryon − batería, percusión (pistas 1–4, 12–13)
- Joe Lala − percusión (pistas 1 a 4)
- Wade Marcus − arreglos de cuerdas (pista 2)
- Stephen Stills − percusión (pista 13)
- Mike Baird − batería (pista 10)
- Michael Boddicker − sintetizador (pistas 8, 10)
- Bob Bowles − guitarra (pistas 5, 7)
- Dennis Budimir − guitarra (pista 10)
- Sonny Burke − piano (pistas 5, 7, 8); teclados eléctricos (pista 15)
- Eddie Cano − piano acústico (pista 15)
- Mike Caruso − guitarra (pista 6)
- Paulinho da Costa − percusión (pistas 5, 7)
- Scott Edwards − bajo (pistas 5, 10, 15)
- Steve Forman − percusión (pistas 8, 10, 15)
- James Gadson − batería (pistas 5, 7−8)
- Ralph Grierson − teclados (pista 10)
- Mitch Hoder − guitarra (pista 8)
- Abraham Laboriel − bajo (pista 8)
- Freddie Perren − sintetizador, teclados, percusión (pista 5)
- Emil Richards − percusión (pista 10)
- Jerome Richardson − solo de flauta (pista 15)
- Tony Terran − solo de trompeta (pista 15)
- Lee Ritenour − guitarra (pistas 8, 10, 15)
- David Shire − adaptación (pista 10)
- Mark Stevens − batería (pista 15)
- Chino Valdez − congas (pista 15)
- Bob Zimmitti − percusión (pistas 5, 7, 15)
- John Tobler − notas del álbum
- Bill Oakes − recopilación, supervisión del álbum

## Premios

### Premios Grammy
| Año  | Nominación                                               | Premio                                            | Resultado |
| ---- | -------------------------------------------------------- | ------------------------------------------------- | --------- |
| 1978 | «How Deep Is Your Love»                                  | Mejor interpretación pop vocal por un grupo       | Ganador   |
| 1979 | Saturday Night Fever                                     | Álbum del año                                     | Ganador   |
| 1979 | Saturday Night Fever                                     | Mejor interpretación pop vocal por un dúo o grupo | Ganador   |
| 1979 | «Stayin' Alive»                                          | Mejor arreglo vocal para dos o más voces          | Ganador   |
| 1979 | Barry Gibb, Albhy Galuten, Karl Richardson (productores) | Productor del año                                 | Ganador   |
| 2004 | Saturday Night Fever                                     | Premio del Salón de la Fama                       | Ganador   |

## Posicionamiento en listas
| Listas (1977/78)                    | Mejor posición |
| ----------------------------------- | -------------- |
| Australia (Kent Music Report)       | 1              |
| Austria Albums Chart                | 1              |
| Canadá (RPM)                        | 1              |
| Países Bajos Album Charts           | 1              |
| Francia (SNEP)                      | 1              |
| Japón (Oricon)                      | 1              |
| Nueva Zelanda (RIANZ)               | 1              |
| Noruega (VG-lista)                  | 1              |
| Suecia (Sverigetopplistan)          | 1              |
| Reino Unido (OCC)                   | 1              |
| Estados Unidos (Billboard 200)      | 1              |
| Alemania Occidental (Media Control) | 1              |

| Lista (1978)             | Posición |
| ------------------------ | -------- |
| Australian Albums Chart  | 1        |
| Austrian Albums Chart    | 1        |
| Canadian Albums Chart    | 1        |
| Dutch Albums Chart       | 1        |
| French Albums Chart      | 7        |
| Japanese Albums Chart    | 3        |
| UK Albums Chart          | 1        |
| U.S. Billboard 200       | 1        |
| West German Albums Chart | 1        |
| Listas (1979)            | Posición |
| U.S. Billboard 200       | 27       |

| Lista (1970-1979)                | Posición |
| -------------------------------- | -------- |
| Lista de álbumes japoneses       | 9        |
| Lista de álbumes del Reino Unido | 5        |

## Certificaciones y ventas
| País | Certificación | Ventas      |
| --- | ------------- | ----------- |
| Australia (ARIA) | 11× Platino   | 770 000^    |
| Austria |               | 70 000      |
| Bélgica |               | 200 000     |
| Canadá (Music Canada) | Diamante      | 1,300,00041 |
| Colombia |               | 15,000      |
| Finlandia |               | 30,000      |
| Francia (SNEP) | Oro           | 2,161,800   |
| Alemania (BVMI) | 3× Platino    | 1,500,000   |
| Grecia |               | 50,000      |
| Hong Kong (IFPI Hong Kong) | Platino       | 70,000      |
| India |               | 250,000     |
| Italia (FIMI) | Oro           | 1,000,000   |
| Japón (Oricon Charts) |               | 693,000     |
| Malasia |               | 20,000      |
| México |               | 700,000     |
| Países Bajos (NVPI) | Platino       | 600,000     |
| Nueva Zelanda |               | 250,000     |
| Noruega |               | 180,000     |
| Suecia |               | 150,000     |
| Reino Unido | 7× Platino    | 2,200,000   |
| Estados Unidos (RIAA) | 16× Platino   | 16 000 000  |
| *las cifras de ventas sobre la base de la certificación por sí sola ^cifras de envíos sobre la base de la certificación por sí sola xcifras no especificadas sobre base de la certificación por sí sola |               |             |